# Коле Бизенцио (Прато)
Коле Бизенцио је насеље у Италији у округу Прато, региону Тоскана.
Према процени из 2011. у насељу је живело 50 становника. Насеље се налази на надморској висини од 176 м.